# Lolita Anime (Nikkatsu)
Este artigo é sobre a série de anime Nikkatsu. Para a série de anime Wonder Kids do mesmo título, veja Lolita Anime.
Lolita Anime (ロリータアニメ) é um OVA hentai de três episódios lançado em 1984. Foi lançado pela Nikkatsu Video sob os calcanhares de Lolita Anime de Wonder Kids, o primeiro OVA hentai. Por lançá-lo no mesmo ano e com o mesmo título como obra seminal de Wonder Kids, os criadores podem ter esperado lucrar sob o sucesso do filme original. É melhor conhecido para os fãs de língua inglesa como o "outro Lolita Anime".
O terceiro episódio, intitulado "Uchiyama Aki no Omorashi Gokko", apresenta uma cena omorashi em qual uma menina tem fraldas postas nela e é forçada a usá-las. A menina nesse episódio apresenta uma passageira recordação para Miu da série Wonder Kids.
Os primeiros dois episódios foram lançados em 15 de dezembro de 1984, enquanto "Uchiyama Aki no Omorashi Gokko" foi lançado em 10 de janeiro de 1985.

## Lista de episódios
1. Uchiyama Aki no Obyuki Aki-chan (内山亜紀のおビョーキ亜紀ちゃん)
2. Uchiyama Aki no Milk Nomi Ningyo (内山亜紀のミルクのみ人形)
3. Uchiyama Aki no Omorashi Gokko (内山亜紀のおもらしゴッコ)